# Горон, Исаак Евсеевич
Исаак Евсеевич Горо́н (1903, Двинск, Витебская губерния — 1982, Москва) — специалист в области радиовещания и звукозаписи, доктор технических наук, профессор (1944).

## Биография
Родился в мещанской семье Авсея-Лейба Хаимовича Горона 28 сентября 1903 года.
В 1922 году окончил Московское высшее техническое училище. В 1925—1929 годах работал старшим инженером Московской междугородней телефонной станции.
В двадцатые годы XX века И. Е. Горон активно участвовал во внедрении звукового вещания в СССР. В 1929 году — назначен начальником Московского радиовещательного технического узла. Впервые в мире им была задумана и реализована система централизованного вещания, включающая основные узлы современных систем звукового вещания, причем им лично была разработана автоматизированная коммутационно-распределительная аппаратная сигналов звукового вещания — основа междугородной вещательной сети.
Принимал активное участие в создании первой в стране 30-строчной механической системы телевидения, позволившей с 1931 года начать регулярные передачи из студии на ул. Никольской в Москве.
В 1935 году продемонстрировал на сцене Октябрьского зала Дома Союзов в Москве первую в СССР трехканальную стереофоническую систему.
С 1938 года — главный инженер Государственного дома звукозаписи, в проектировании которого участвовал с 1934 года.
В 1946 назначен директором Всесоюзного научно-исследовательского института звукозаписи (сейчас ВНИИТР). Руководил проектированием и введением в эксплуатацию крупных объектов радиовещательной техники, в том числе аппаратной Московского радиовещательного узла, первой в мире системы синхронного перевода (для VI конгресса Коминтерна).
Основные научные труды связаны с исследованием систем стереофонического вещания, разработкой первых в стране магнитофонов, видеомагнитофонов, автоматических ответчиков, с применением принципов феррографии и магнитной дефектоскопии в промышленности.
В 1930—1960 гг. под его руководством были проведены пионерские работы по реставрации ряда исторических грамзаписей, сделанных еще чисто акустическими устройствами (устранение тресков, уменьшение шумов, восстановление первоначального тембра голоса, его динамики). Коллектив исполнителей данной работы был удостоен Государственной премии СССР.
С 1928 по 1982 годы преподавал и вел научную работу в Московском электротехническом институте связи, основал и долгое время возглавлял кафедру радиовещания и акустики.
Под руководством И. Е. Горона был также проведен комплекс работ по определению заметности искажений и помех во всех звеньях тракта и нормированию параметров каналов и трактов звукового вещания.
Автор большого количества научных печатных работ. Член редколлегии журналов «Радиолюбитель», «Электросвязь», с 1953 года заместитель главного редактора журнала «Радиотехника».
Исаак Евсеевич был признанным патриархом отечественной магнитной записи. Свои работы, особенно учебники (наиболее известны учебники по радиовещанию 1944 и 1979 гг.), он писал с предельной заботой о читателе, скрупулезно проверяя все положения. Многие тысячи специалистов в России и за рубежом считают себя его учениками. Его помнят как Человека, старавшегося не приносить зла, помогать окружающим, передавать свои знания ученикам, коллегам.
Умер 30 июня 1982 года. Похоронен на Ваганьковском кладбище.

## Публикации
- Стереофония: информационный сборник / под ред. И. Е. Горона. — М. : Связь, 1964. — 100 с
- Вопросы магнитной записи электрических сигналов: сборник статей / под ред. проф. И. Е. Горона. — М. : Связь, 1970. — 231 с.
- И. Е. Горон Радиовещание: учебник для электротехнических институтов связи. — М. : Связь, 1979. — 368 с

## Награды
- Заслуженный деятель науки и техники РСФСР (1966)
- Государственная премия СССР (1979)

## Интересные факты
Наконец-то радиотехнику у нас поделили: Минц взял себе передатчики,
Куксенко — приемники, а радиостудийная часть досталась Горону!
(газета «Правда», 1934 г.)